# Torymus hobbsi
Torymus hobbsi är en stekelart som beskrevs av Grissell 2004. Torymus hobbsi ingår i släktet Torymus och familjen gallglanssteklar. Inga underarter finns listade i Catalogue of Life.